# Den blodiga borgen
Den blodiga borgen (Tower of London) är en amerikansk långfilm från 1939 regisserad av Rowland V. Lee, med bland andra Basil Rathbone, Boris Karloff och Vincent Price.

## Handling
Filmen handlar om Rikard III:s blodiga väg till makten i medeltidens England.

## Roller
- Basil Rathbone - Richard, hertig av Gloucester (Richard III)
- Boris Karloff - Mord
- Barbara O'Neil - Drottning Elyzabeth
- Ian Hunter - Kung Edward IV
- Vincent Price - Hertig av Clarence
- Nan Grey - Alice Barton
- Ernest Cossart - Tom Clink